# Славейков, Пенчо
Пе́нчо Петко́в Славе́йков (27 апреля 1866, Трявна, Османская империя, — 28 мая 1912, Брунате, Италия) — болгарский поэт, переводчик, критик.

## Биография

### Ранние годы
Пенчо Славейков был младшим ребенком в семье Петко Славейкова и Ирины Райковой. Имел братьев — Ивана, Христо (впоследствии известных болгарских политиков), Рачо, Райко и сестер — Донку и Пенку.
Учился в своем родном городе и в Стара-Загоре, куда его отец был переведен учителем в 1876 году. Стал свидетелем сожжения Стара-Загоры во время русско-турецкой войны, память о чём впоследствии отразится в его поэме «Кровавые песни». Семейство Славейковых едва спаслось от пожара и перебралось в Тырново.
После войны оно поселилось в Сливене, а в 1879 году — вновь в Тырново, где Петко Славейков издавал газеты «Остен» и «Целокупна България», а Пенчо Славейков участвовал в их распространении. В конце 1879 года семейство переехало в Софию, где Славейков учился до 1881 года. После переворота 27 апреля 1881 года Петко Славейков, являющийся одним из руководителей Либеральной партии, был арестован, а затем сослан в Восточную Румелию.
Пенчо Славейков продолжил своё образование в Пловдиве. В 1883 году стал одним из зачинщиков и руководителей ученических волнений в Пловдивской реальной гимназии, вызванных увольнением учителей П. Славейкова, Петко Каравелова и Трайко Китанчева. В то время он находился под влиянием не только отца, но и отцовского приятеля Петко Каравелова. В те же годы в нём зародился интерес к фольклору. Пенчо часто сопровождал своего отца в его поездках по различным областям Болгарии с языковыми, этнографическими и фольклорными исследованиями, изучая искусство и язык народа в первоисточниках и записывая сказки, песни, легенды, старинные предания.
В январе 1884 года Славейков тяжело заболел после ночевки на берегу Марицы. Несмотря на продолжительное лечение в Пловдиве, Софии, Лейпциге, Берлине, Париже, он так и не оправился от болезни и всю последующую жизнь ходил при помощи палки, с трудом писал и говорил. После трехмесячной борьбы со смертью Славейков, которым владели мрачные мысли и меланхолия, нашел выход в книгах и творчестве. Выйти из тяжелого кризиса ему помогли произведения «Живые мощи» И. С. Тургенева и «Слепой музыкант» В. Г. Короленко. В борьбе с недугом Славейков закалил свою волю и начал смотреть на страдание как на великого учителя, возвышающего дух. Эта идея позже нашла отражение в ряде его произведений («Cis moll» и других). После несчастья у Славейкова зародилась склонность к осмыслению творческого одиночества. Стихотворения, написанные в то время, отмечены влиянием Генриха Гейне, чьи произведения он читал в русских переводах.

### Начало литературной деятельности
В середине 1884 года семейство Славейковых вернулось в Софию. С 1885 года Славейков начал переводить русских поэтов для журнала «Библиотека „Свети Климент“» и сблизился с Алеко Константиновым. Во время стамболовщины Славейковы пережили тяжелые годы. Гонения, которым в те годы подверглись представители болгарской интеллигенции, русофилы и приверженцы демократии, укрепили Славейкова в критическом отношении к стамболовщине и тогдашней болгарской общественно-политической действительности вообще, а также в демократических убеждениях. Критично-общественным пафосом пропитаны многие его стихотворения конца 80-х и первой половины 90-х гг. («Отцовский край», «Любимый падишах», «Дым до небес», «Манго и медведь», «Царь Давид» и др.). В то же время Славейков пишет и интимную лирику. Стихи, составившие его дебютный сборник «Первые слезы», отмечены сильнейшим влиянием Гейне. Поняв вскоре их незрелость, Славейков собрал все нераспроданные экземпляры и сжег их.
В начале 90-х годов поэтическая мысль Славейкова обратилась к историческим личностям, великим творцам, героям духа. В 1892 году в журнале «Мисъл» появилась первая редакция поэмы «Cis moll», стихотворения «От сердца к сердцу», «Успокоение», «Фрина». К этому времени в поэзии Славейкова определились почти все идейно-эмоциональные и жанрово-стилевые направления, характерные для его зрелого поэтического творчества — патриотическое, балладное, фольклорное, интимно-лирическое, философско-историческое и другие.
В 1892 году уехал в Лейпциг изучать философию.
Будучи студентом, Славейков поставил себе задачу расширить свой житейский, философский и эстетический кругозор путём изучения авторитетных источников. Лекции, которые он слушал, свидетельствуют о многосторонности его интересов: эстетик-неокантианец Й. Фолькельт читал историю новой философии, общую эстетику, эстетику поэтического искусства, эстетику драмы; философ-идеалист, психолог-экспериментатор, физиолог и фольклорист В. Вунт — психологию, этику, историю философии; Э. Эльстер — историю немецкой литературы; Р.-П. Вюлькер — лекции о творчестве Шекспира; В. Вольнер — о народном эпосе южных славян и др.
Интерес Славейкова к живописи и скульптуре побудил его вступить в Лейпцигское общество любителей искусства. Являлся также членом Лейпцигского литературного общества; посещал театральные премьеры. Углубленно изучал творчество Иоганна Вольфганга Гёте и Генриха Гейне — не только их литературное наследие, но и философские и эстетические взгляды. Среди десятков современных немецких поэтов, привлекших его внимание, он открыл для себя Т. Шторма, Д. фон Лилиенкрона, Р. Демеля, Г. Фальке, Н. Ленау и других. Благодаря немецким переводам Славейков познакомился со скандинавской литературой, в частности, с произведениями Г. Ибсена и Е. П. Якобсена. Первым в Болгарии познакомился с идеями Сёрена Кьеркегора; читал работы Г. Брандеса, К. Ланге, А. Шопенгауэра, Ф. Ницше.
Многосторонностью своих интересов и неистощимым остроумием завоевал авторитет среди болгарских студентов Лейпцига. Уже на первом курсе был избран председателем болгарской секции Славянского академического общества, а через год стал председателем общества. Подготовил диссертацию на тему «Гейне и Россия», но не завершил её в связи с неосуществившимися планами работы в библиотеках России.
За время учебы создал поэмы «Ралица», «Бойко», «Неразделимые», несколько классических эпических песен, первые главы эпопеи «Кровавые песни», завершил (1896) первую книгу «Эпических песен» и подготовил книгу вторую, продолжал творить интимную лирику, превзошедшую его ранние лирические произведения (плодом многолетней творческой работы в данном направлении явился сборник стихов «Сон о счастье»). Регулярно сотрудничал с журналами «Мисъл» и «Българска сбирка» и впервые выступил как критик, написав несколько статей для газеты «Знаме».

### В кружке «Мысль»
Славейков вернулся в Болгарию в начале 1898 года и в том же году был избран действительным членом Болгарского литературного общества. Был назначен учителем в Софийскую мужскую гимназию и прикомандирован к Народной библиотеке «Св. Кирилл и Мефодий». Вошел в литературный кружок «Мысль» (членами которого также были Крестю Крестев, Пейо Яворов и Петко Тодоров). Заместитель директора (1901—1909) и директор (1909—1911) Народной библиотеки, директор Народного театра (1908—1909). В сентябре 1908 года театр провел гастроли в Македонии, которые благодаря Славейкову превратились в культурную и общественную манифестацию. За время своего краткого пребывания в Народном театре Славейков проявил себя как энергичный, высокоэрудированный и талантливый руководитель и режиссёр. Не допуская некомпетентного вмешательства в деятельность театра, вступил в конфликт с министром народного просвещения Николой Мушановым и был уволен.
В 1909 году командирован в Москву для участия в праздновании 100-летия Н. В. Гоголя. Вместе с профессором Василом Златарским доставил в Болгарию останки Марина Дринова и его библиотеку. Из России Славейков написал несколько писем своей возлюбленной Маре Белчевой, в которых он проявился как народолюбец и антимонархист, гуманист и демократ. Во время Славянского собора (1910) обратился к его участникам с открытым письмом, а также выступил с речью на одном из открытых заседаний, показав себя ревностным славянофилом-демократом, приверженцем идеи славянского единства на чисто культурной почве и на основе братского согласия.
В начале марта 1911 года был послан в командировку за границу, чтобы ознакомиться с условиями хранения книг в библиотеках и развитием библиотечного дела. Посетил Константинополь, Афины, Неаполь, Сорренто и Рим. После возвращения в Софию Славейков бросил все силы на завершение второй части «Кровавых песен» (IV—VI песни) и подготовку антологии «Немецкие поэты».
10 июля 1911 года министр народного просвещения Стефан Бобчев уволил Славейкова с должности директора Народной библиотеки и назначил его куратором музея при министерстве. Славейков не принял должности и решил уехать за границу. Перед отъездом председательствовал на собрании, на котором было создано отделение общества «Друзья русского народа» (председатель — Анатоль Франс). В конце августа Славейков приехал в Цюрих, где его ждала Мара Белчева.
Жил в различных городах — Люцерне, Гёшенене, Андермате, Лугано. Сильный душевный гнет ухудшил его здоровье, но Славейков героически продолжал работать. В конце ноября приехал в Италию. Дольше всего он прожил в Риме — 3 месяца. В мае 1912 года вновь отправился в дорогу — через Флоренцию в Энгадин, где надеялся найти облегчение для души и тела. В конце месяца приехал в маленький курортный город Брунате, где 28 мая умер. Из-за преждевременной смерти Славейкова предложение переводчика его стихов на шведский язык, профессора А. Йенсена, удостоить Славейкова Нобелевской премии к рассмотрению принято не было.
Был похоронен на сельском кладбище. В 1921 году его останки были перезахоронены в Болгарии.
Портрет Славейкова помещен на банкноту достоинством 50 левов образца 1999 года.